# Terhességi cukorbetegség
A terhességi cukorbetegség, amelyet terhességi diabétesznek vagy 4-es típusú cukorbetegségnek is neveznek, a terhesség alatti magas vércukorszint jellemzi, és a terhesség során először csökkent glükóztoleranciaként diagnosztizálják.
Ritka esetekben újonnan kialakult 1-es vagy 2-es típusú cukorbetegséget is jelenthet. Tipikus terhességi cukorbetegség esetén a legtöbb nő a szülés után visszatér a normális cukoranyagcseréhez. Összességében a terhességi cukorbetegség az egyik leggyakoribb várandósságot kísérő betegség. A túlsúly, a 30 év feletti életkor és a diabetes mellitusra való örökletes hajlam kockázati tényezőknek számítanak. A terhességi cukorbetegség azonban ismert rizikófaktorok nélkül is előfordulhat.

## Okai
A különféle terhességi hormonok – például a kortizol, az emberi méhlepény laktogén, tüszőhormon (ösztrogén), sárgatesthormon (progeszteron) és prolaktin – fokozott kiválasztása, amelyek az inzulin antagonistáiként hatnak, és a terhesség alatt egyre magasabb szintű inzulinrezisztenciát eredményeznek. Ha a hasnyálmirigy ezt az inzulin felszabadulásának megnövekedésével már nem tudja kompenzálni, akkor a terhességi cukorbetegség emelkedett vércukorszinttel alakul ki.
Az összes terhességi cukorbetegség kb. 2%-a a 2. típusú MODY-n alapul. A glükokináz (GCK) gén mutációja (rs1799884 génváltozat) jellemző erre az autoszomális domináns rendellenességre. 

## Előfordulása
Németországban a terhességi cukorbetegség előfordulása az utóbbi két évtizedben több mint ötszörösére nőtt. Évente körülbelül 45 000 nőnél lép fel, ami az összes terhesség csaknem hat százalékának felel meg.

## Kockázati tényezők
- Túlsúly (elhízás) terhesség előtti testtömegindex BMI>27
- 2-es típusú diabetes mellitus előfordulása a családban
- 30 év feletti életkor
- Gesztációs cukorbetegség egy korábbi terhesség alatt
- Csökkent terhesség előtti glükóztolerancia
- Korábban született gyermek, akinek a születési súlya meghaladta a 4500 g-ot
- Több mint három ismeretlen okú vetélés
- Rendkívüli súlygyarapodás a terhesség alatt

Ezektől a kockázati tényezőktől függetlenül minden várandós nőnél a terhesség 24. és 28. hete között cukorterhelési teszt (orális glükóz tolerancia teszt) ajánlott.

## Tünetek
Az érintett nők gyakran nem veszik észre betegségüket, mivel a terhességi cukorbetegség általában tünetmentes marad. Azonban olyan jelek, mint a fokozott szomjúságérzet (polydipszia), húgyúti fertőzések és vesefertőzések, cukor a vizeletben (glükózuria), a magzatvíz mennyiségének változásai, a magzat növekedési rendellenességei, amelyeket a kezelő nőgyógyász ultrahanggal észlel, túlzott súlygyarapodás és magas vérnyomás fordulhat elő.

## Diagnózis
Orális glükóztolerancia-tesztet (oGTT) végeznek a terhességi cukorbetegség meghatározására. Különbséget teszünk egy egészségügyi szűrési teszt (50 g glükóz 200 ml vízben feloldva), amelyet egy órával az oldat elfogyasztása után végeznek, függetlenül a napszaktól és a korábbi élelmiszer-fogyasztástól a vénás plazmában mért vércukorszint, és a diagnosztikai 75-g-oGTT között, amit legkésőbb akkor kell elvégezni, amikor a szűrőtesztben a vércukorszint értéke meghaladja a 135 mg/dl értéket. Más paraméterek, például a vizelet, a HbA1c vagy az éhomi glükóz mérése nem alkalmasak szűrőtesztként. A 75-g-oGTT-vel, amelyet szabványos körülmények között kell végrehajtani: három-öt perc alatt 75 g glükózt 300 ml vízben feloldva megitatni. Ha a vénás plazmában legalább az egyik vércukorszint meghaladja a meghatározott határértéket (éhomra 92, egy óra után 180, két óra után 153 mg/dl), a diagnózist megerősítettnek kell tekinteni. Németországban ezt a vércukor alapú tesztet már 2012. március 3. óta alkalmazzák, amióta az anyasági irányelvek része, és így a jogszabályban előírt egészségbiztosítás előírás a 24. és a 28. gesztációs hét közötti vizsgálata.
Ezt a vizsgálati rendszert azért kritizálják, mert az első vizsgálatra a napszaktól és az éhgyomorra nem utolsósorban fogyasztott ételtől függetlenül kerül sor. A diagnosztikai eljárást – az anyasági irányelvekben jelenleg előírtak szerint – felül kell vizsgálni a Német Diabétesz Társaság szerint, mivel a terhességi cukorbetegség még mindig túl magas a fel nem fedezett vagy túl későn észlelt esetek tekintetében. A "Nature Medicine" folyóiratban megjelent tanulmány megerősítette az elsődleges 75-g-oGTT teszt fölényét. Bizonyított, hogy korai kockázatértékelésre van szükség, és hogy a német anyasági irányelvekben meghatározott korábbi szokásos teszt nem elegendő a terhességi cukorbetegségben szenvedő nők megfelelő időben történő diagnosztizálására és kezelésére.
Ausztriában ez a vizsgálat 2008-ban már a terhességi könyvecske részeként bekerült a rutinvizsgálatokba.

## Terápia
Tíz terhes nő közül körülbelül 9-nél azonnali étrendváltozás (pl. kicsi, gyakoribb étkezések, teljes kiőrlésű gabonatermékek fehér liszt helyett, nagyrészt kerülve a gyorsan felszívódó szénhidrátokat, mint például gyümölcslevek, limonádé) a normál vércukorszint mellett végzett rendszeres testmozgás mellett. Ha ez a cukorbetegségi centrumban végzett edzéssel, a vércukorszint önellenőrzésével és az étrendtervvel nem vezet javuláshoz, el kell kezdeni az inzulinterápiát. Az inzulinpumpa -terápiára csak rendkívül ritka esetekben lesz szükség. Az orálisan szedhető cukorbetegség elleni gyógyszerek, például a metformin vagy a szulfonilureák és a GLP-1 receptoragonisták ellenjavalltak, és terhesség elején a 2-es típusú cukorbetegeknél fel kell függeszteni őket.

## Szövődmények

### Gyermeki szövődmények
Az anya terhességi cukorbetegsége növeli az újszülött korai halálozását, valamint növeli a halva születés és a fejlődési rendellenességek kockázatát. Magasabb a morbiditás a szülés alatt és után, és nagyobb a koraszülés kockázata. A gyermeknél fennáll a hipoglikémia kockázata is.
A placenta károsodása a magzat elégtelen ellátásához, a tüdő, a máj vagy más szervek érésének károsodásához, sőt a méhen belüli magzati halálhoz vezethet. Az újszülötteknél hosszan tartó sárgaság (ikterusz) van; fennáll az agykárosodás (kernicterusz) veszélye. Az újszülöttek kalciumhiánya is ennek tulajdonítható. Másrészt megfigyelhető a magzat vagy az egyes szervek méretének növekedése (makroszomia).
A gyermek megpróbálja kompenzálni a megnövekedett vércukorszintet az inzulinszekréció fokozásával (ami elősegíti a sejtek növekedését a magzatban, és az újszülött ilyenkor gyakran túlzottan nagy és nehéz), valamint a hasnyálmirigy hipertrófiájával. A szülés után azonban az anya cukorbevitele hirtelen hiányzik, és hipoglikémia lép fel, ami miatt az újszülött rendkívül ingerlékeny lehet, sírhat, vagy letargikusnak tűnhet. Súlyos esetekben görcsrohamok vagy légzésszünetek léphetnek fel nála. Megelőző intézkedésként az újszülöttet a születéstől számított 30 percen belül szoptatni vagy etetni kell; a gyermek arca nyálkahártyájába szőlőcukrot is masszírozhatunk.
A csecsemő hasnyálmirigyének korai túlterheltsége miatt még iskoláskorában is jelentkezhet csökkent glükóztolerancia és túlsúlyra való hajlam.

### Anyai szövődmények
A terhes nő magában hordozza a magas vérnyomás és a preeclampsia (EPH gestosis) húgyúti fertőzés kialakulásának kockázatát, és hajlamosabb a hüvelyi fertőzésekre is. Ezenkívül a terhességi cukorbetegségben szenvedő nőknél megnő a császármetszés gyakorisága, mivel a gyermek túl nagy, vagy a terhesség végén komplikációk jelentkeznek. Egy másik anyai kockázat a hydramnios. Tanulmányok kimutatták, hogy a cukorbetegség minden formájában szenvedő terhes nők méhizmainak kontraktilitása alacsonyabb, mint a többieknél, még a vajúdást serkentő oxitocin beadása után is.
Az anyánàl 50%-os kockázata van a terhességi diabétesz újbóli kialakulásának, ha ismét teherbe esik. Emellett fokozott a kockázata annak, hogy a következő 10 évben egyfajta 2-es típusú diabetes mellitus alakul ki nála. (Ha legalább három hónapos szoptatást végez, csökkenti ezt a kockázatot. ) A glükóztolerancia-teszt tehát a nők szülés utáni utógondozásának része.

## Elterjedtsége
Németországban az összes állapotos nő 13,2%-ában alakul ki terhességi cukorbetegség. Ezt mutatta a törvényes egészségbiztosítási orvosok Országos Szövetségének 2014 és 2015 közötti adatainak vizsgálata, amelyben sz összes szüléssel végződő terhesség 80%-át értékelték. A gyakoriság korfüggő: ha az életkor 20 év alatti volt, a GDM gyakorisága 8%, ha 45 évnél idősebb 26% feletti.
Ezek a számok lényegesen magasabbak, mint bármely korábbi becslés, és megfelelnek a legfrissebb globális adatoknak. A Nemzetközi Diabétesz Szövetség becslése szerint az összes terhesség 16,2%-ában a hiperglikémia egy formája diagnosztizálható, amely a terhességi cukorbetegség diagnózisának egyik alapvető kritériuma.

## Frissebb tanulmányok
2010-ben publikálták a HAPO-tanulmány végső eredményeit (= hiperglikémiás káros terhességi kimenetel). A 2006-ban befejezett tanulmányban világszerte 25 000 várandós nő vett részt. Alapvető ismeretekre számítottak az anya megnövekedett vércukorszintjének a születendő gyermekre gyakorolt hatásairól. Az iránymutatást 2011-ben tették közzé a szakosodott társaságok, a Német Diabétesz Társaság (DDG) és a Német Nőgyógyászati és Szülészeti Társaság (DGGG) és mások. a tanulmány alapján frissítve. 

### Irányelvek
- S3-Leitlinie Gestationsdiabetes mellitus (GDM), Diagnostik, Therapie und Nachsorge der Deutschen Diabetes Gesellschaft (DDG). In: AWMF online (Stand 2018)

## Fordítás
Ez a szócikk részben vagy egészben  a   Schwangerschaftsdiabetes című német Wikipédia-szócikk ezen változatának fordításán alapul.  Az eredeti cikk szerkesztőit annak laptörténete sorolja fel. Ez a jelzés csupán a megfogalmazás eredetét és a szerzői jogokat jelzi, nem szolgál a cikkben szereplő információk forrásmegjelöléseként.